# Pier15
Pier15 (gestileerd als Pier15®) is een skatepark in het Havenkwartier van de Nederlandse stad Breda. Het skatepark is gevestigd in een voormalig fabriekspand aan de Veilingkade dat in beheer is van de gemeente. Deze locatie wordt als tijdelijk beschouwd vanwege toekomstige woningbouwplannen in het gebied.
Naast een indoor skatebaan en een skatebowl op het buitenterrein heeft het skatepark een bar, terras, basketbalveld en een freerunbaan. Er worden ook regelmatig verschillende evenementen gehouden op het terrein, waaronder exposities en optredens, en kunnen bezoekers deelnemen aan skateboardlessen.
Het skatepark is, samen met de nabijgelegen STEK, Electron, Podium Bloos, Poppodium Phoenix en Belcrum Beach, een populaire plek voor jongeren in de stad.

## Geschiedenis

### Achtergrond en oprichting
Rond 2008 startten Martijn Gulden, eigenaar van de skateshop Bonk, en Jeroen van Eggermond, oprichter van het skateparkbouwbedrijf Nine Yards, met plannen voor de oprichting van een skatepark in Breda. Dit initiatief kwam voort uit de behoefte van de Bredase skateboardgemeenschap, aangezien het kleine skatepark op het Chasséveld niet langer voldeed. Na zes jaar lobbyen en drie maanden bouwen werd Pier15 op 3 oktober 2014 geopend.

### Ontwikkeling en evenementen

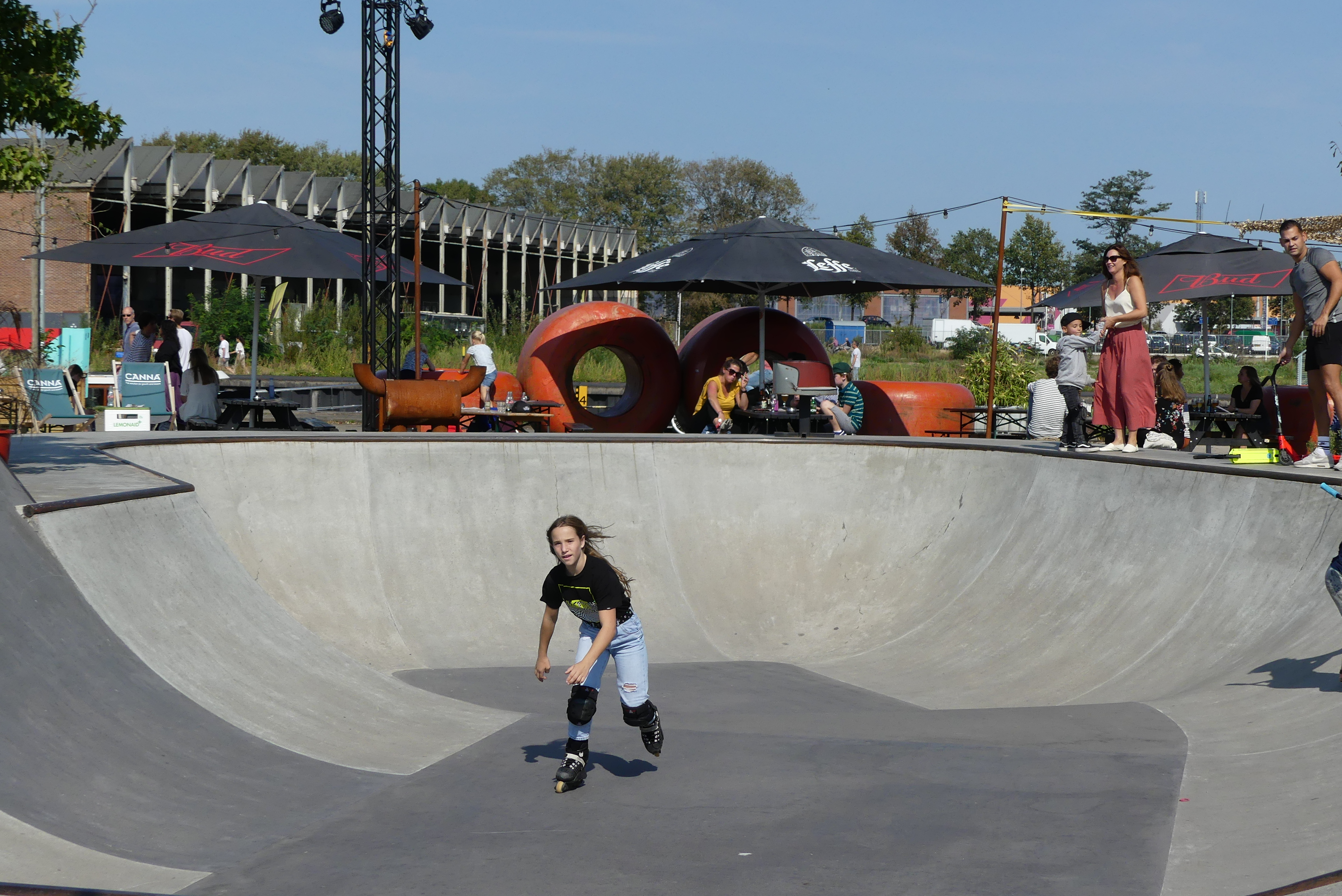
De buitenbowl van Pier15

In juni 2017 werd er een buitenbowl toegevoegd aan het skatepark, als onderdeel van de gemeentelijke Visie Sport & Bewegen 2017-2030. Datzelfde jaar werd het Nederlands Kampioenschap skateboarden en later in 2018 de World Cup of Skateboarding georganiseerd.

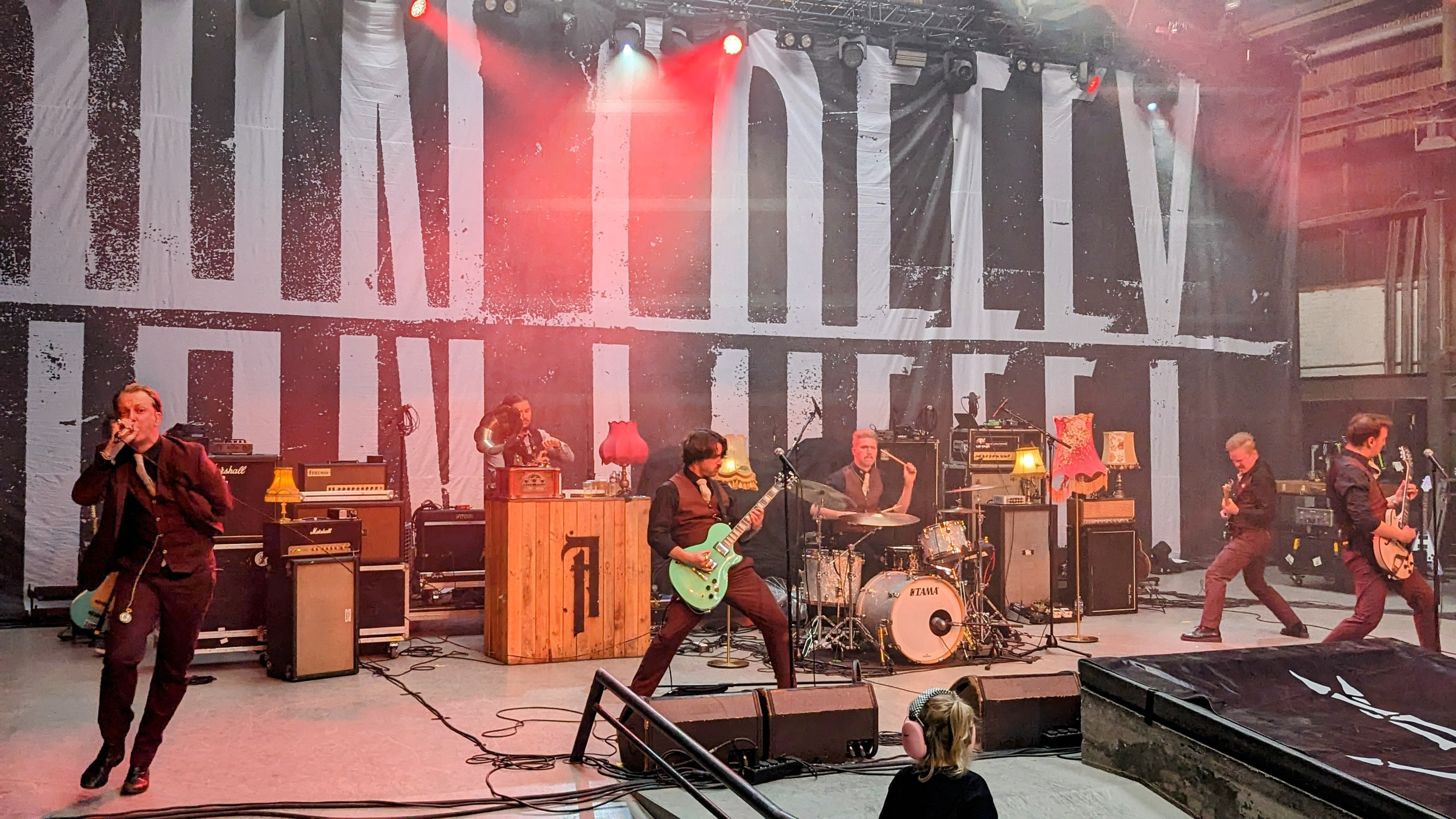
Een optreden van punkband Arson tijdens Coffey Fest

Daarnaast organiseert Pier15 in de daaropvolgende jaren een breed scala aan culturele evenementen, zoals de festivals Ploegendienst, Duikboot, Vieze Anita, Surf & Turf Fest en Coffey Fest, spoken word-avonden, clubavonden, concerten, en exposities.
In juli 2023 werden bij Pier15 kwalificatierondes van Tampa Am, onder de naam Damn Am, georganiseerd. De skatebaan van Pier15 werd voor dit evenement verbouwd door Nine Yards. Ongeveer tachtig skaters uit achttien landen namen deel, en de winnaars ontvingen dertien startbewijzen voor het hoofdevenement.

### Toekomstonzekerheid
Pier15 werd lange tijd geconfronteerd met toekomstonzekerheid als gevolg van de gemeentelijke plannen voor woningbouw op het Haveneiland. In 2017 werden de eerste voorstellen voor herontwikkeling van het gebied gepresenteerd, wat een druk uitoefende op initiatieven zoals Pier15.
In 2022 uitte Pier15, samen met STEK en Belcrum Beach, bezorgdheid over de strengere gemeentelijke regelgeving die hun bedrijfsvoering dreigde te belemmeren. De situatie werd in 2023 nog onzekerder toen het contract van Pier15 afliep en het onduidelijk was of de locatie behouden zou blijven. In 2024 werd Pier15 verzekerd van een verblijfsduur tot eind 2026, met de mogelijkheid van verlenging. Desondanks blijft de toekomst op lange termijn onzeker door de veranderende beleidsplannen van de gemeente.

### Gemeentelijke ondersteuning
In 2024 vond er een wijziging plaats in het Bredase cultuurbeleid, waarbij de gemeente meer aandacht begon te schenken aan de ondersteuning van jongeren en de creatieve sector. De herziening omvatte een herverdeling van subsidies, waarbij de drie belangrijkste culturele instellingen in Breda, namelijk Nieuwe Veste, Chassé Theater en Stedelijk Museum Breda, hun bijdragen verminderden om bredere culturele ondersteuning mogelijk te maken.
Pier15 ontving hierbij een jaarlijkse subsidie van 100.000 euro, waarmee de organisatie in staat werd gesteld het aanbod van culturele activiteiten uit te breiden. Deze ondersteuning wordt beschouwd als een belangrijke stap in de versterking van de culturele sector van Breda, hoewel Pier15 aangaf dat er verdere inspanningen nodig zijn om de jongerencultuur in de stad te blijven bevorderen.

## Ophef

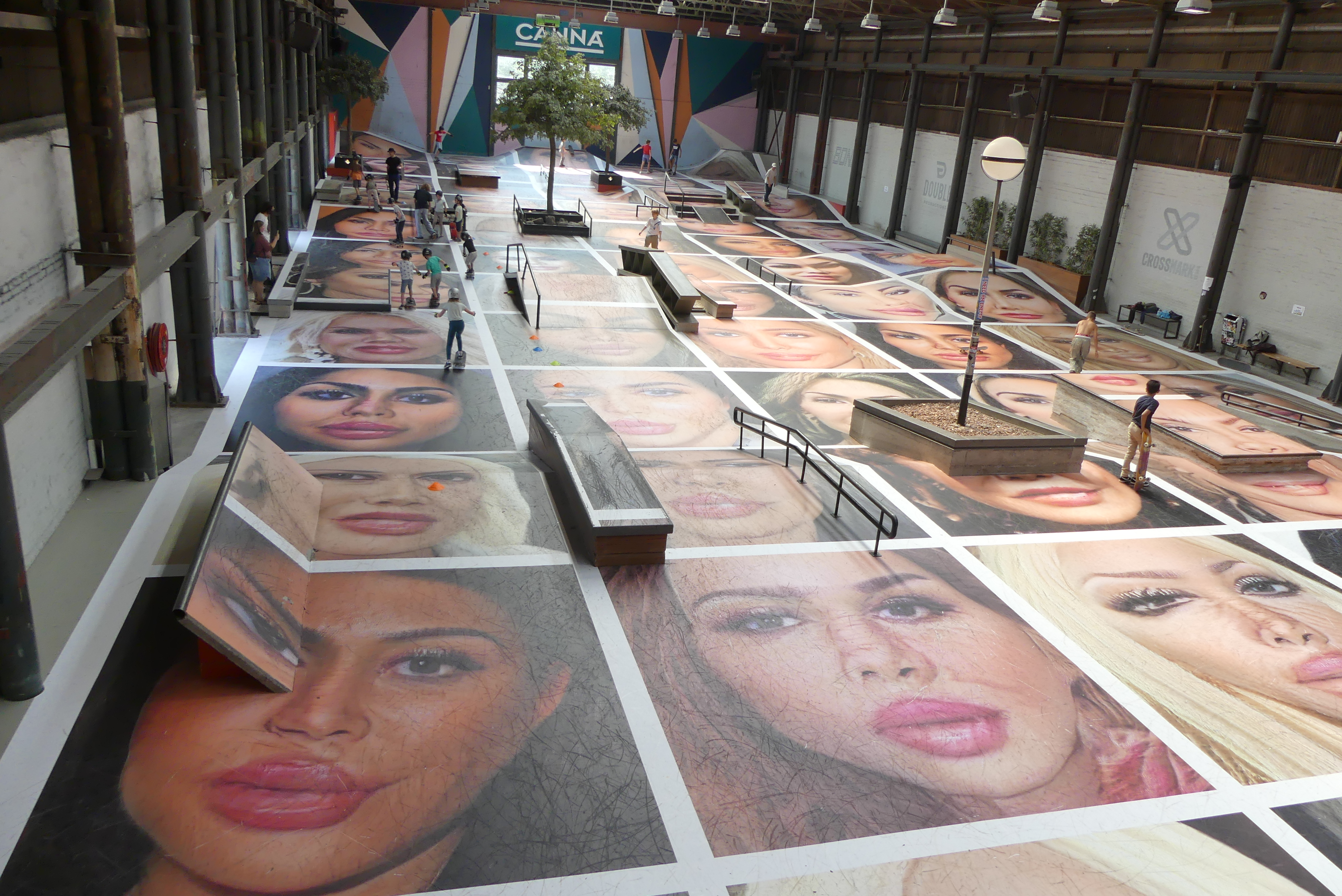
Het kunstwerk op de indoor skatebaan

In september 2020 kwam Pier15 internationaal ter sprake in verband met het kunstwerk genaamd Destroy My Face, bestaande uit zeventig digitaal samengestelde foto's van gezichten van fictieve mensen na cosmetische chirurgie, gemaakt door kunstenaar Erik Kessels. Hoewel het oorspronkelijk was ontworpen om discussie over plastische chirurgie te stimuleren, ondervond het project tegenstand van zowel de internationale kunstgemeenschap als de skateboard-community. De actiegroep We Are Not A Playground beschouwde het als gewelddadig tegenover vrouwen.
Toen sponsoren dreigden hun samenwerking met Pier15 te beëindigen, werd in samenspraak met BredaPhoto besloten het fotoproject te verwijderen. De bezorgdheid van de sponsors kwam voort uit de negatieve interpretatie van het werk en de druk op sociale media. Grote Amerikaanse sportmerken, zoals Volcom, dreigden hun partnerschap op te zeggen nadat Amerikaanse vrouwelijke skateboarders en bekende atleten de petitie tegen het kunstwerk hadden gedeeld.